# Adinandra forbesii
Adinandra forbesii là một loài thực vật có hoa trong họ Pentaphylacaceae. Loài này được Baker f. mô tả khoa học đầu tiên năm 1923.